# Bertil Eng
Bertil Owe Joel Eng, född 24 januari 1930 i Stockholm, död 14 januari 2006 i Stockholm, var en svensk skridskoåkare. Han tävlade för Mälarhöjdens IK.
Eng tävlade i 500 och 1 500 meter i hastighetsåkning vid olympiska vinterspelen 1956 i Cortina d'Ampezzo.